# 変な絵
『変な絵』（へんなえ）は、ウェブライター雨穴によるウェブメディア記事、YouTube動画、その動画と連動したスケッチミステリー小説。
2022年10月20日に双葉社より書き下ろし小説として刊行された。2024年10月時点で累計部数が100万部を突破している。同年10月28日、YouTubeに「この絵の仕掛けが解けますか？『変な絵』 第一章」として公開。2024年3月時点で410万回以上再生されている。
また、著者が本作をロックオペラとして、自身のYouTudeチャンネルに投稿している。

## あらすじ
第一章 風に立つ女の絵
大学のオカルトサークルの栗原と佐々木修平は『七篠レン 心の日記』というブログに投稿されていた絵の謎を推理していく。
第二章 部屋を覆う、もやの絵
『灰色に塗りつぶされたマンションの絵』を手掛かりに保育士の春岡美穂と母親の今野直美が行方不明の今野優太を探す。
第三章 美術教師 最後の絵
山奥で遺体で見つかった美術教師・三浦義春が残した『震えた線で描かれた山並みの絵』を頼りに、記者の岩田俊介が謎を解く。
最終章 文鳥を守る樹の絵
拘置所の中で、今野直美が過去の出来事を回想する。

## 登場人物

### 第一章
栗原
大学のオカルトサークルの佐々木の後輩。作者の前作『変な家』にも登場。
佐々木修平
大学のオカルトサークルの栗原の先輩。

### 第二章
今野優太
行方不明になった幼稚園児。お絵描きが好き。
春岡美穂
今野優太の担任保育士。
今野直美
パートタイムで働いている。

### 第三章
三浦義春
高校の美術教師。何者かに殺害される。
岩田俊介
L日報の新人記者。三浦によく世話になっていた。
豊川信男
三浦の友人。
熊井勇
記者として数多くの記事を書いてきた元ベテラン記者。現在は総務局勤務。

### 最終章
倉田恵三
熊井と同い年で記者時代仲の良かった刑事。

## 書誌情報
- 雨穴『変な絵』（2022年10月20日発売、双葉社、ISBN 978-4-575-24567-7）

2025年1月、イギリスとアメリカで英語に翻訳された『Strange Pictures』が発売された。

## 漫画
コミカライズが2024年3月15日より『コミックシーモア』（NTTソルマーレ）先行配信で連載されている。漫画は相羽紀行が担当。『漫画アクション』（双葉社）にて、2024年No.9（同年4月16日発売）から連載中。
- 雨穴（原作）、相羽紀行（漫画） 『変な絵』 双葉社〈アクションコミックス〉、既刊3巻（2025年8月7日現在）
  1. 2024年10月23日発売[7][3]、ISBN 978-4-575-44070-6
  2. 2025年3月19日発売[8]、ISBN 978-4-575-44078-2
  3. 2025年8月7日発売[9]、ISBN 978-4-575-44094-2